# Роберт Крейс
Роберт Крейс (англ. Robert Crais) — американський письменник детективного жанру. Почав свою кар'єру як сценарист телевізійних серіалів, зокрема таких, як «Поліція Маямі», «Блюзи Гілл-стріт» та «Правосуддя Лос-Аннжелеса». На його творчість вплинули Реймонд Чандлер, Дешилл Гемметт, Ернест Хемінгуей, Роберт Б. Паркер і Джон Стейнбек. За свої твори нагороджений кількома престижними літературними преміями. Лі Чайлд назвав в інтерв'ю його одним із своїх улюблених американських письменників детективного жанру. Його твори опубліковані в 62 країнах 32 мовами.

## Біографія
Народився в Індепенденсі, штат Луїзіана. Був усиновлений і виховувався як єдина дитина. Відвідував Університет штату Луїзіана, закінчив його за спеціальністю інженер-механік.
Крейс переїхав до Голлівуду в 1976 році, де він знайшов роботу сценаристом для телесеріалів і був номінований на премію «Еммі». Після смерті свого батька в 1985 році Крейс опублікував роман «Плащ мавпи», який отримав премію Ентоні 1988 року у номінації «Найкращий роман у м'якій обкладинці» та 1988 року премію Мекавіті в номінації «Найкращий перший роман». Книга була обрана як одна зі 100 улюблених таємничих історій століття незалежною асоціацією продавців кримінальних книг (англ. Independent Mystery Booksellers Association).
У 2006 році Крейс нагороджений літературною премією Росса Макдональда, а в 2010 році премією «Око» від Товариства письменників про приватних детективів. У 2014 році Крейс отримав нагороду Grand Master Товариства письменників детективного жанру Америки.
У 2020 році його роман «Підозрюваний» (2013) був названий найкращим кримінальним романом десятиліття на декаді премії Баррі.
Одружився з Пет Крейс, дитячим лікарем, у шлюбі народилася дочка.

## Твори

### Романи з Елвісом Коулом і Джо Пайком
- The Monkey's Raincoat[en] (Дощовик мавпи) (1987) (отримав у 1988 році премії Ентоні і Мекавіті)
- Stalking the Angel (Переслідування ангела) (1989)
- Lullaby Town (Колискова містечка) (1992)
- Free Fall (Вільне падіння) (1993)
- Voodoo River (Річка вуду) (1995)
- Sunset Express[en] (Експрес на заході сонця) (1996) (отримав премію Шамус)
- Indigo Slam (Індиго хлопає) (1997) (отримав премію Шамус)
- L.A. Requiem (Реквієм Лос-Анжелесу) (1999)
- The Last Detective (Останній детектив) (2003)
- The Forgotten Man (Забутий чоловік) (2005)
- The Watchman[en] (Спостерігач) (2007)
- Chasing Darkness (Гонитва за темрявою) (2008)
- The First Rule (Перше правило) (2010)
- The Sentry (Сторожа) (2011)
- Taken (Взято) (2012) (отримав премію Шамус)
- The Promise (Обіцянка) (2015)
- The Wanted (Розшукувані) (2017)
- A Dangerous Man (Небезпечна людина) (2018)
- Racing the Light (Перегони світла) (2022)

### Інші романи
- Demolition Angel (Ангел знесення) (2000)
- Hostage[en] (Заручник) (2001)
- The Two Minute Rule (Правило двох хвилин) (2006)
- Suspect (Підозрюваний) (2013)